# 薛初古拔
薛初古拔（427年—484年），本名洪祚，一名车辂拔，河东郡汾阴县（今山西省运城市万荣县），北魏官员、驸马，河东薛氏西祖大房始祖。

## 生平
薛初古拔为魏太武帝拓跋焘赐名，他沉稳刚毅有见识，二十岁左右，司徒崔浩一见到就认为他很奇特。
太平真君六年（445年），盖吴反叛扰乱关西地区，薛永宗据守黄河一侧，魏太武帝亲自讨伐。魏太武帝于是诏令薛初古拔聚集宗族同乡，在黄河岸边修筑坞堡，截断盖吴和薛永宗来往的道路。事情平定后，薛初古拔获赐永康侯的爵位。
魏太武帝南征时，薛初古拔出任都将，跟随到达长江后返回。薛初古拔又与陆真一起讨伐氐族的仇傉檀、强免生，平定了他们。
皇兴三年（469年），薛初古拔出任散骑常侍，娶魏文成帝拓跋濬之女西河长公主，拜驸马都尉。当年，薛初古拔族叔刘彧徐州刺史薛安都占据徐州城归附北魏，皇帝敕令薛初古拔前往彭城慰劳迎接。薛初古拔出任冠军将军、南豫州刺史。
延兴二年（472年），薛初古拔出任镇西大将军、开府，进爵为平阳公。
延兴三年（473年），薛初古拔与南兖州刺史游明根、南阳平郡太守许含等人以治理百姓而著称，被征召到京城，魏献文帝拓跋弘亲自慰劳他们，又命令薛初古拔回到南豫州。
太和六年（482年），薛初古拔的爵位改为河东公。
太和八年（484年）三月，薛初古拔被征召回朝，突然生病去世，虚岁五十八，朝廷赠予左光禄大夫，谥号康。

## 家庭

### 父母
- 薛谨，北魏内都坐大官、都将、涪陵元公
- 河东裴氏，裴奣之女[5]

### 兄弟
- 薛洪隆，北魏河东郡太守
- 薛破胡，北魏河东郡太守、仇池都将
- 薛破氐，北魏州别驾
- 薛积善，北魏中书博士、临淮王拓跋提友

### 夫人
- 元氏，西河公主，魏文成帝拓跋濬之女。

### 儿子
- 薛胤，北魏立忠将军、河北郡太守、河东敬侯
- 薛崇业，北魏广平王元怀郎中令、汝阴郡太守